# 金勇進
金 勇進（キム・ヨンジン、朝鮮語: 김용진、1953年2月23日 - 2016年7月上旬?）は、朝鮮民主主義人民共和国（北朝鮮）の政治家。同国副首相、教育相などを歴任したほか、最高人民会議代議員、朝鮮労働党中央委員なども務めた。

## 来歴
1953年2月23日生まれ。1971年より金日成総合大学の副総長を務めた後、2003年6月に教育相に就任。同年9月より最高人民会議代議員に、2010年9月より党中央委員となった。2012年1月より科学技術担当副首相に就任した。
趙明禄国防委員会第一副委員長、金正日国防委員長、姜錫柱元党中央委員会書記局書記といった要人の葬儀委員会委員に名を連ねており、2016年5月に死去した姜錫柱の葬儀委員の中での序列は53人中30位とされていた。
2016年5月に行われた朝鮮労働党第7次大会に出席した際、金正恩第一書記の演説中にメガネを拭いた行為などが不敬であるとして問題視され、6月29日に行われた最高人民会議に出席した時には座る姿勢が悪いとされた。このことが発端となって国家安全保衛部の調査を受け、反党、反革命分子、現代版分派分子であると判定され、7月上旬に銃で公開処刑されたとされている。同年8月31日に韓国の統一部の報道官が定例記者会見において、金勇進が処刑されたという韓国政府の見解を明らかにしている。ただし北朝鮮当局は彼の処分・処遇についての公式発表を一切行っておらず、処刑および死亡が事実であるか否かははっきりしていない。2019年3月に行われた最高人民会議第14期代議員選挙の候補者リストには名前がなかったことが確認されている。